# كلاوديو باسو
كلاوديو باسو (بالإسبانية: Claudio Basso)‏ هو مغني أرجنتيني، ولد في 6 أغسطس 1977.